# 狸囃子

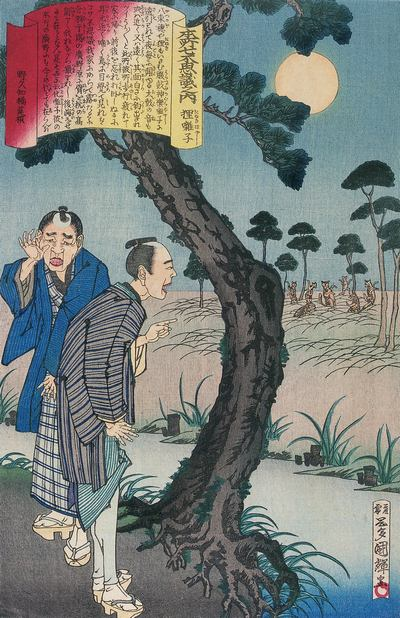
『本所七不思議之内 狸囃子』三代国輝・画

狸囃子（たぬきばやし）は、日本全国に伝わる音の怪異。深夜になるとどこからともなく、笛や太鼓などの囃子の音が聞こえてくるというもの。

## 概要
江戸時代の本所（東京都墨田区）では馬鹿囃子（ばかばやし）とも言い、本所を舞台とした本所七不思議と呼ばれる奇談・怪談の1つに数えられている。囃子の音がどこから聞こえてくるのかと思って音の方向へ散策に出ても、音は逃げるように遠ざかっていき、音の主は絶対に分からない。音を追っているうちに夜が明けると、見たこともない場所にいることに気付くという。平戸藩主・松浦清もこの怪異に遭い、人に命じて音の所在を捜させたが、割下水付近で音は消え、所在を捜すことはできなかったという。その名の通りタヌキの仕業ともいわれ、音の聞こえたあたりでタヌキの捜索が行われたこともあったが、タヌキのいた形跡は発見できなかったという。
千葉県木更津市の證誠寺にも狸囃子の伝説があり、『分福茶釜』『八百八狸物語』と並んで「日本三大狸伝説」の1つに数えられ、童謡「証城寺の狸囃子」の題材となったことでも知られる。詳細は證誠寺 (木更津市)#證誠寺の狸伝説を参照。
東京都墨田区の小梅や寺島付近は、当時は農村地帯であったことから、実際には収穫祝いの秋祭りの囃子の稽古の音が風に乗り、いくつも重複して奇妙なリズムや音色になったもの、または柳橋付近の三味線や太鼓の音が風の加減で遠くまで聞こえたものなどと考えられている。